# Bến xe buýt Banská Bystrica
Bến xe buýt Banská Bystrica (tiếng Slovakia: Autobusová stanica Banská Bystrica) là một bến xe buýt và trung tâm mua sắm tọa lạc ở thành phố Banská Bystrica, Slovakia.

## Lịch sử
Từ tháng 11 năm 2015, một bến xe buýt tạm thời được thiết lập trong bãi đậu xe trên phố Mičinská. Bến xe buýt Banská Bystrica được chính thức khánh thành vào ngày 21 tháng 9 năm 2017. Cùng ngày, bến xe buýt chạy thử nghiệm tuyến Banská Bystrica - Zvolen.
Vào ngày 30 tháng 1 năm 2018, một hợp đồng có thời hạn 10 năm đã được ký kết tại Brno giữa chủ đầu tư Primum và Công ty Vận tải của Thành phố Banská Bystrica. Chi phí vận hành hàng tháng của bến xe buýt nằm trong phạm vi từ 35.000 đến 40.000 euro, khoản chi phí này sẽ được chi trả bởi doanh thu từ các hãng vận tải.

## Miêu tả
Khu vực vận tải của bến xe buýt nằm ở tầng trệt. Tầng trên là không gian mua sắm thương mại. Bến xe buýt có 19 sân đưa đón khách phục vụ vận tải nội thành, ngoại ô và đường dài. Bến xe có dịch vụ hướng dẫn cho người khiếm thị, có cổng USB để sạc thiết bị công nghệ và có mạng Wifi SmartBanskáBystrica.